# Résolution 251 du Conseil de sécurité des Nations unies
Membres permanents
- Chine (Taïwan)
- États-Unis
- France
- Royaume-Uni
- URSS

Membres non permanents
- Algérie
- Brésil
- Canada
- Danemark
- Éthiopie
- Hongrie
- Inde
- Pakistan
- Paraguay
- Sénégal

Résolution no 250 Résolution no 252
La résolution 251 du Conseil de sécurité des Nations unies est adoptée à l'unanimité lors de la 1 420e séance du Conseil de sécurité des Nations unies le 2 mai 1968, informant le Conseil a profondément déploré qu'Israël organise un défilé militaire à Jérusalem au mépris de la décision unanime adoptée par le Conseil dans sa résolution 250. 

### Sources
- (en) Cet article est partiellement ou en totalité issu de l’article de Wikipédia en anglais intitulé « United Nations Security Council Resolution 251 » (voir la liste des auteurs).

### Texte
- Résolution 251 Sur fr.wikisource.org
- Résolution 251 Sur en.wikisource.org